# Lerkendalstadion
Het Lerkendalstadion is het stadion van de profvoetbalclub Rosenborg BK in Trondheim, Noorwegen. Het stadion is (opnieuw) in gebruik genomen op 10 augustus 1947. Het stadion werd gerenoveerd in 2002 en tussen 2013 en 2014. De huidige capaciteit bedraagt 21.166 plaatsen. Het toeschouwersrecord dateert uit 1985: 28.569 mensen. Het stadion heeft rechttoe-rechtaan tribunes, met open hoeken. Direct naast het stadion ligt station Lerkendal.

## Interlands
| №  | Datum             | Wedstrijd                  | Uitslag | Competitie      |
| -- | ----------------- | -------------------------- | ------- | --------------- |
| 1  | 26 juli 1951      | Noorwegen – IJsland        | 3 – 1   | Oefeninterland  |
| 2  | 3 juli 1962       | Noorwegen – Malta          | 5 – 0   | Oefeninterland  |
| 3  | 20 augustus 1964  | Noorwegen – Finland        | 2 – 0   | Nordic Cup      |
| 4  | 27 mei 1965       | Noorwegen – Luxemburg      | 4 – 2   | WK-kwalificatie |
| 5  | 21 juli 1969      | Noorwegen – IJsland        | 2 – 1   | Oefeninterland  |
| 6  | 23 september 1973 | Noorwegen – Denemarken     | 0 – 1   | Nordic Cup      |
| 7  | 26 september 1979 | Noorwegen – West-Duitsland | 2 – 0   | OS-kwalificatie |
| 8  | 6 juni 1984       | Noorwegen – Wales          | 1 – 0   | Oefeninterland  |
| 9  | 26 september 1979 | Noorwegen – Bulgarije      | 0 – 0   | OS-kwalificatie |
| 10 | 6 juni 1990       | Noorwegen – Denemarken     | 1 – 2   | Oefeninterland  |

## Finales
| № | Datum           | Wedstrijd             | Uitslag      | Competitie     |
| - | --------------- | --------------------- | ------------ | -------------- |
| 1 | 9 augustus 2016 | Real Madrid – Sevilla | 3 – 2 (n.v.) | UEFA Super Cup |